# (203) Pompeja
(203) Pompeja – planetoida z pasa głównego asteroid okrążająca Słońce w ciągu 4 lat i 194 dni w średniej odległości 2,74 j.a. Została odkryta 25 września 1879 roku w Clinton położonym w hrabstwie Oneida w stanie Nowy Jork przez Christiana Petersa. Nazwa planetoidy pochodzi od Pompei, rzymskiego miasta zniszczonego w wyniku wybuchu wulkanu Wezuwiusz.